# Charlotte Bournonville
Charlotte Helene Frederikke Bournonville, född 29 november 1832 i Köpenhamn, död 22 mars 1911 i Fredensborg, var en dansk operasångare.
Hon var dotter till August Bournonville. Hon uppträdde 1857–1858 på Kungliga teatern i Stockholm. Hon debuterade på Det Kongelige Teater 1859, där hon förblev engagerad fram till 1883. Hon var lärare till en av Kristian IX av Danmarks döttrar och blev hovsångare 1864. Bournonville utgav August Bournonville's Efterladte skrifter 1891. 1903 utgav hon sina Erindringer fra Hjemmet og fra Scenen och 1905 en biografi över fadern.